# Sándor
Sándor [ˈʃaːndor] ist die ungarische Form des männlichen Vornamens Alexander.

## Namensträger

### Vorname
- Sándor Barcs (1912–2010), ungarischer Politiker, Journalist, Autor und Sportfunktionär
- Sándor Bárdosi (* 1977), ungarischer Ringer und Kickboxer
- Sándor Benkó (1940–2015), ungarischer Jazzmusiker und Bandleader
- Sándor Bíró (1911–1988), ungarischer Fußballspieler
- Sándor II. Bonnaz (Alexander Bonnaz; 1812–1889), Bischof des Csanáder Bistums
- Sándor Bortnyik (1893–1976), Maler und Graphiker der ungarischen Moderne
- Sándor Bródy (1863–1924), ungarischer Schriftsteller
- Sándor I. Csajághy (Alexander Csajághy; 1810–1860), römisch-katholischer Bischof der Csanáder Diözese
- Sándor Kőrösi Csoma (1784–1842), Forschungsreisender, gilt als Begründer der Tibetologie
- Sándor Ferenczi (1873–1933), ungarischer Nervenarzt und Psychoanalytiker
- Sándor Garbai (1879–1947), ungarischer Ministerpräsident
- Sándor Jemnitz (1890–1963), ungarischer Dirigent, Musiker und Komponist
- Sándor Képíró (1914–2011), Offizier der ungarischen Gendarmerie
- Sándor Kisfaludy (1772–1844), ungarischer Dichter und Dramatiker
- Sándor Kocsis (1929–1979), ungarischer Fußballspieler und Stürmer in der legendären Goldenen Elf Ungarns
- Sándor Kónya (1923–2002), ungarischer Opernsänger und Hochschullehrer
- Sándor Kónya-Hamar (* 1948), Mitglied des Europäischen Parlaments
- Sándor Korányi alias Baron Alexander von Korányi (1866–1944), ungarischer Nephrologe
- Sándor Liezen-Mayer (1839–1898), ungarischer Maler
- Sándor Márai (1900–1989), ungarischer Lyriker, Schriftsteller und Dramatiker
- Sándor Mátrai (1932–2002), ungarischer Fußballspieler
- Sándor Nemes (1899–1977), österreichisch-ungarischer Fußballspieler und -trainer
- Sándor Páll (1954–2010), serbischer Literaturwissenschaftler, Übersetzer und Politiker
- Sándor Peisch (* 1949), ungarischer Botschafter in Deutschland
- Sándor Petőfi (1823–1849), ungarischer Dichter und Volksheld
- Sándor Puhl (1955–2021), ungarischer Fußballschiedsrichter
- Sándor Radó (1890–1972), ungarischer Arzt und Psychoanalytiker
- Sándor Radó (1899–1981), ungarischer Geograph und Kartograf
- Sándor Reményik (1890–1941), ungarischer Dichter
- Sándor Rónai (1892–1965), Staatspräsident Ungarns
- Sándor Rozsnyói (1930–2014), ungarischer Leichtathlet
- Sándor Sára (1933–2019), ungarischer Kameramann und Medienmanager
- Sándor Simonyi-Semadam (1864–1946), ungarischer Rechtsanwalt, Politiker und Bankier
- Sándor Steidl (* 1959), ungarischer Fußballspieler
- Sándor Szakácsi (1952–2007), ungarischer Schauspieler und Synchronsprecher
- Sándor Szathmári (1897–1974), ungarischer Schriftsteller
- Sándor Szokolay (1931–2013), ungarischer Komponist
- Sándor Torghelle (* 1982), ungarischer Fußballspieler
- Sándor Varga Kibédi (1902–1986), deutsch-ungarischer Philosoph
- Sándor Végh (1912–1997), österreichischer Dirigent und Violinist
- Sándor Veress (1907–1992), bedeutender Komponist des 20. Jahrhunderts
- Sándor Wagner (1838–1919), österreichischer Maler ungarischer Herkunft
- Sándor Wekerle (1848–1921), erster nichtadeliger Ministerpräsident Ungarns
- Sándor Wladár (* 1963), ungarischer Schwimmer

### Familienname
- Arpád Sándor (1896–1972), ungarisch-amerikanischer Pianist
- Barta Sándor (1897–1938), ungarischer Schriftsteller
- Franz-Albrecht Metternich-Sándor (1920–2009), österreichisches Mitglied des Hauses Hohenlohe
- György Sándor (1912–2005), ungarisch-amerikanischer Pianist
- Iván Sándor (* 1930), ungarischer Autor
- János Sándor (1860–1922), ungarischer Politiker und Minister
- József Sándor (Ringer) (eigentlich József Stemmer; 1892–??), ungarischer Ringer
- József Sándor (Fußballspieler) (1900–1948), ungarischer Fußballspieler und -trainer
- József Sándor (Mathematiker) (* 1956), rumänischer Mathematiker
- Károly Sándor (1928–2014), ungarischer Fußballspieler
- Móric Sándor (1805–1878), ungarischer Sportsmann, Großgrundbesitzer, Reiter und Pferdezüchter
- Pauline Gräfin Sándor von Szlavnicza, verh. Pauline von Metternich (1836–1921), österreichische Salonnière
- Ottó Sándor-Székely (* 2000), rumänischer Eishockeyspieler
- Renáta Sándor (* 1990), ungarische Volleyballspielerin
- Renée Sándor (1899–1977), ungarische Pianistin
- Sebastian Sandor (* 1988), deutscher Koch
- Stefan Sándor (1914–1953), ungarischer Ordensbruder und Märtyrer